# کتاب موسی
کتاب موسی (انگلیسی: Book of Moses) دیکته شده توسط جوزف اسمیت و بخشی از حکم کتاب مقدس برای برخی مذهب‌ها در جنبش قدیسان آخرالزمان است. کتاب با «رؤیاهای موسی»، پیش‌درآمدی بر داستان روایت آفرینش و هبوط (موسی فصل ۱) آغاز می‌شود و با مطالبی مطابق با کتاب مقدس ترجمه جوزف اسمیت ادامه می‌یابد. (JST) شش فصل اول سفر پیدایش (موسی باب‌های ۲–۵، ۸)، که با دو فصل از «گزیده‌هایی از نبوت خنوخ» قطع شده‌است (موسی فصل‌های 6-7).